# Estádio La Independencia
O Estádio de La Independência está localizado na Vila Olímpica da cidade de Tunja, capital do departamento de Boyacá, na Colômbia. Tem capacidade para 21.000 espectadores. É a casa para os jogos do Boyacá Chico na primeira divisão e do Patriotas no futebol profissional colombiano.